# Antella
Antella ist eine Gemeinde (Municipio) mit 1.114 Einwohnern (Stand: 2024) in der spanischen Provinz Valencia. Sie befindet sich in der Comarca Ribera Alta.

## Geografie
Antella liegt etwa 55 Kilometer südsüdwestlich von Valencia in einer Höhe von ca. 45 m. Der Río Júcar (valencianisch: Xúquer) begrenzt die Gemeinde im Süden und Westen. 

## Demografie
| 1900 | 1930 | 1950 | 1970 | 1981 | 1991 | 2001 | 2011 | 2021 |
| ---- | ---- | ---- | ---- | ---- | ---- | ---- | ---- | ---- |
| 1421 | 1809 | 1864 | 1797 | 1632 | 1635 | 1507 | 1490 | 1127 |

## Sehenswürdigkeiten
- Burgruine

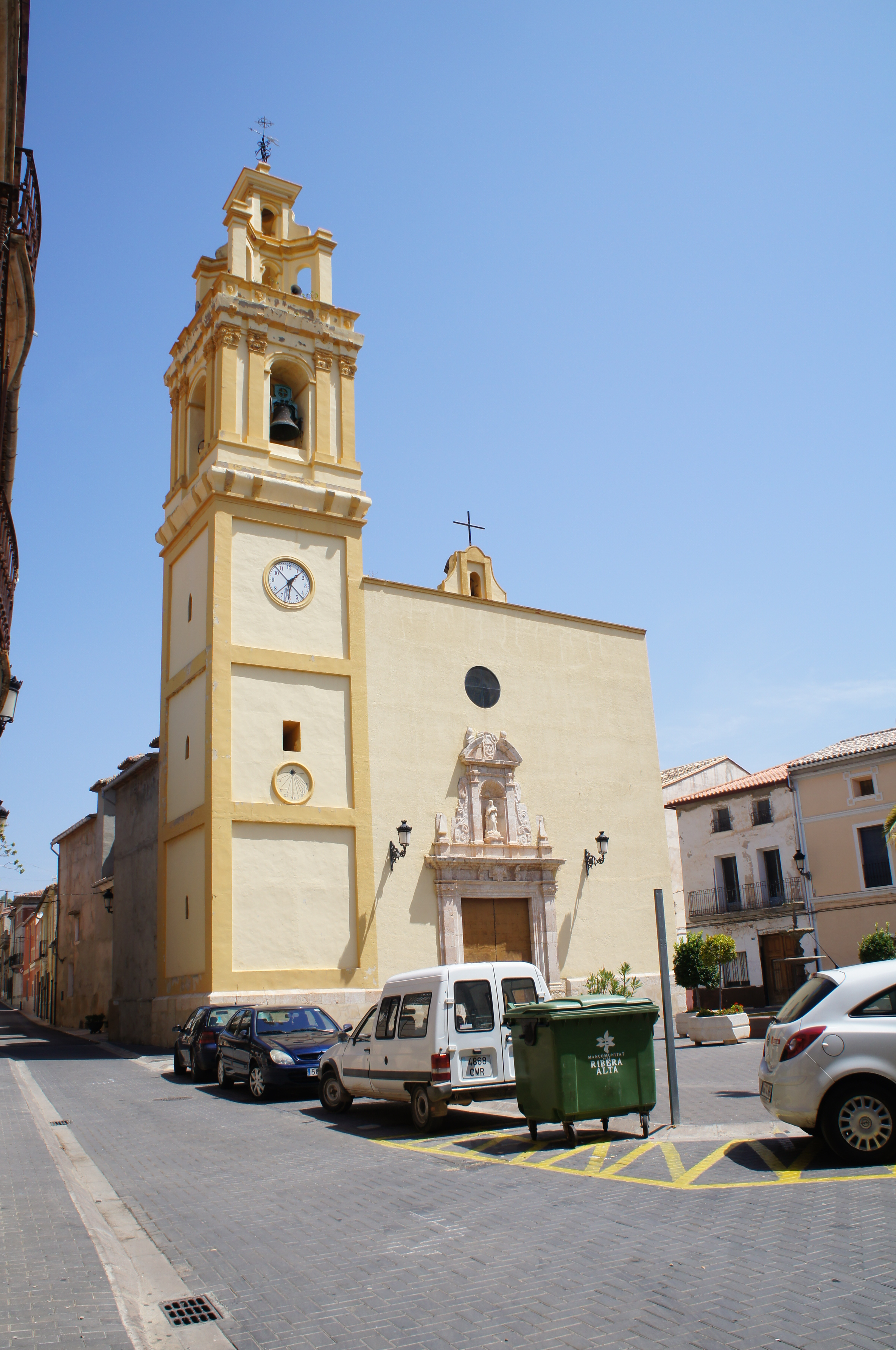
Kirche der Unbefleckten Empfängnis
- Christuskapelle

- Kirche der Unbefleckten Empfängnis